# Christian Gmelin
Christian Gottlob Gmelin (Tubinga, 12 de outubro de 1792 – 13 de maio de 1860) foi um químico alemão.

## Vida
Nasceu em Tubinga. Foi professor de química e farmácia na Universidade de Tubinga.
Em 1818, foi o primeiro a observar que os sais de lítio dão uma coloração roxa brilhante a uma chama. Tentou, sem êxito, obter destes o elemento lítio.
Em 1828, foi um dos primeiros a criar um processo de produção de um pigmento azul sintético denominado ultramarino.
Era neto de Johann Konrad Gmelin e bisneto de Johann Georg Gmelin. Morreu em Tubinga.

## Obra
- Einleitung in die Chemie . Vol.1&2 . Laupp, Tubinga 1835-1837 Digital edition pela Livraria da Universidade e Estado de Düsseldorf